# Alexander Erler
Alexander Erler (ur. 27 października 1997 w Innsbrucku) – austriacki tenisista, reprezentant kraju w Pucharze Davisa.

## Kariera tenisowa
Zawodowy tenisista od 2015 roku.
W rozgrywkach cyklu ATP Tour wygrał osiem turniejów w grze podwójnej z jedenastu rozegranych finałów.
Od marca 2022 roku reprezentant Austrii w Pucharze Davisa.
W rankingu gry pojedynczej najwyżej był na 322. miejscu (4 października 2021), a w klasyfikacji gry podwójnej na 32. pozycji (8 maja 2023).

### Finały w turniejach ATP Tour
| Legenda                                      |
| -------------------------------------------- |
| Wielki Szlem                                 |
| Igrzyska olimpijskie                         |
| Tennis Masters Cup / ATP Finals              |
| ATP Masters Series / ATP Tour Masters 1000   |
| ATP International Series Gold / ATP Tour 500 |
| ATP International Series / ATP Tour 250      |

#### Gra podwójna (8–3)
| Końcowy wynik | Nr | Data                 | Turniej        | Nawierzchnia  | Partner       | Przeciwnicy                          | Wynik finału    |
| ------------- | -- | -------------------- | -------------- | ------------- | ------------- | ------------------------------------ | --------------- |
| Zwycięzca     | 1. | 31 lipca 2021        | Kitzbühel      | Ceglana       | Lucas Miedler | Roman Jebavý Matwé Middelkoop        | 7:5, 7:6(5)     |
| Zwycięzca     | 2. | 30 października 2022 | Wiedeń         | Twarda (hala) | Lucas Miedler | Santiago González Andrés Molteni     | 6:3, 7:6(1)     |
| Zwycięzca     | 3. | 4 marca 2023         | Acapulco       | Twarda        | Lucas Miedler | Nathaniel Lammons Jackson Withrow    | 7:6(9), 7:6(3)  |
| Finalista     | 1. | 9 kwietnia 2023      | Marrakesz      | Ceglana       | Lucas Miedler | Marcelo Demoliner Andrea Vavassori   | 4:6, 6:3, 10–12 |
| Zwycięzca     | 4. | 23 kwietnia 2023     | Monachium      | Ceglana       | Lucas Miedler | Kevin Krawietz Tim Pütz              | 6:3, 6:4        |
| Zwycięzca     | 5. | 5 sierpnia 2023      | Kitzbühel      | Ceglana       | Lucas Miedler | Gonzalo Escobar Ołeksandr Nedowiesow | 6:4, 6:4        |
| Finalista     | 2. | 25 lutego 2024       | Rio de Janeiro | Ceglana       | Lucas Miedler | Nicolás Barrientos Rafael Matos      | 4:6, 3:6        |
| Finalista     | 3. | 7 kwietnia 2024      | Marrakesz      | Ceglana       | Lucas Miedler | Harri Heliövaara Henry Patten        | 6:3, 4:6, 4–10  |
| Zwycięzca     | 6. | 27 lipca 2024        | Kitzbühel      | Ceglana       | Andreas Mies  | Constantin Frantzen Hendrik Jebens   | 6:3, 3:6, 10–6  |
| Zwycięzca     | 7. | 20 października 2024 | Antwerpia      | Twarda (hala) | Lucas Miedler | Robert Galloway Ołeksandr Nedowiesow | 6:4, 1:6, 10–8  |
| Zwycięzca     | 8. | 27 października 2024 | Wiedeń         | Twarda (hala) | Lucas Miedler | Neal Skupski Michael Venus           | 4:6, 6:3, 10–1  |